# Teichwitz
Teichwitz is een gemeente in de Duitse deelstaat Thüringen, en maakt deel uit van de Landkreis Greiz.
Teichwitz telt 110 inwoners.